# Thelma Houston
Thelma Houston (Leland, Misisipi, 7 de mayo de 1946) es una cantante estadounidense de soul, R&B y música disco. 
Es conocida internacionalmente por versionar y convertir en un gran éxito la canción "Don't Leave Me This Way", un viejo tema soul que anteriormente habían cantado Harold Melvin & The Blue Notes.

## Biografía
Nació en 1943 en Leland (Misisipi) en el seno de una familia humilde. Su madre trabajaba recogiendo algodón, para poder sacar adelante a Thelma y sus tres hermanas. Cuando Thelma era una adolescente se mudó junto a su familia a Long Beach (California). Al poco tiempo de graduarse en el instituto, se casó, tuvo dos hijos y en un tiempo se separó. Alternaba su trabajo como asistente sanitaria y su afición musical. 

## Carrera
Se unió al conjunto The Art Reynolds Singers, cantando los coros en la versión del tema Glory Glory Hallelujah, para la discográfica Capitol. Marc Gordon (productor de The 5th Dimension) se quedó asombrado por su voz, por lo que la introdujo al catálogo de la compañía Dunhill Records.
En 1969 Jimmy Webb produjo su debut Wildflower. Su primer tema en entrar a las listas, en 1970, fue Save the Country, una versión de un tema de Laura Nyro. 
En 1970 fue contratada por el sello discográfico Motown Records. Sus primeros sencillos en la compañía no fueron nada exitosos, hasta que llegó el tema You've Been Doing Wrong for So Long, con el que consiguió entrar en las listas de R&B y obtener su primera nominación a los Grammy. Por esta época apareció en la película The Bingo Long Traveling All Stars and Motor Kings. 
En 1976 hizo los coros en el álbum de Jermaine Jackson, My name is Jermaine. Ese mismo año publicó el disco Any Way You Like It, producido por Hal Davis. El álbum contenía el número uno "Don't Leave Me This Way", una versión de un viejo tema soul que anteriormente habían cantado Harold Melvin & the Blue Notes. 
El tema obtuvo un premio Grammy en 1977, a la mejor actuación vocal femenina, y se ha convertido en un clásico de la música disco y el soul de los 70. 
Tras este gran éxito consiguió otros menores como "If It's the Last Thing I Do", "I'm Here Again" y "Saturday Night, Sunday Morning". Más tarde, con RCA Records, publicó "If you feel it". 
En 1984, con la compañía MCA Records, editó el disco Qualifiying heat, con el que consiguió su segundo gran éxito en las pistas de baile, esta vez con un tema de música disco muy bailable, "You Used to Hold Me So Tight".
Hizo un dúo con The Winans, sobre una versión del tema "Lean on me" de Bill Withers en 1989, y que se incluyó en la película del mismo nombre. 
En 1997 colaboró en "Tore Down House", del guitarrista Scott Henderson. 
Su última gran aparición la hizo en octubre de 2000, en el especial de la cadena de televisión estadounidense VH1 100 Greatest Dance Songs.

## Discografía
| Año  | Título                     | Discográfica  |
| ---- | -------------------------- | ------------- |
| 1969 | Sunshower                  | Dunhill       |
| 1973 | Thelma houston             | MoWest        |
| 1976 | Any way you like it        | Motown        |
| 1977 | Thelma & Jerry             | Motown        |
| 1978 | Ready to roll              | Motown        |
| 1978 | The devil in me            | Gordy         |
| 1978 | Two to one                 | Motown        |
| 1979 | Ride to the rainbow        | Motown        |
| 1980 | Breakwater cat             | RCA           |
| 1981 | I've got the music in me   | Sheffield Lab |
| 1981 | Never gonna be another one | RCA           |
| 1982 | Sunshine                   | Motown        |
| 1983 | Thelma Houston             | MCA           |
| 1984 | Qualifyin heat             | MCA           |
| 1990 | Throw you down             | Reprise       |

## Premios
| Año  | Título                  | Categoría                      | Género |
| ---- | ----------------------- | ------------------------------ | ------ |
| 1977 | Don't Leave Me This Way | Mejor actuación vocal femenina | R&B    |